# فريتز فالتر
فريتز فالتر (بالألمانية: Fritz Walter) (من مواليد 31 أكتوبر 1920 ووفيات 17 يونيو 2002).
لاعب كرة قدم ألماني شارك في شبابه مع منتخب ألمانيا لكرة القدم ولعب في مشواره الدولي مع منتخب بلاده 61 مباراة دولية أحرز خلالها 33 هدفا.

## حياته الكروية

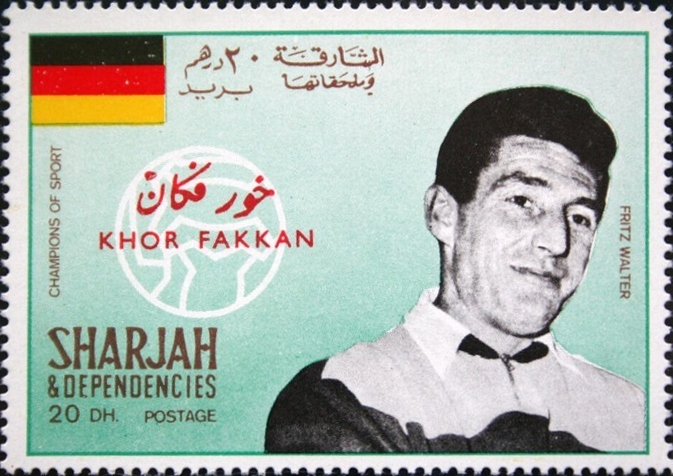
صورة فريتز فالتر على طابع بريدي من الإمارات العربية المتحدة

لكونه ابن صاحب النزل الملحق لنادي 1. إف سي كايزرسلاوترن، بدأ فالتر حياته الكروية وهو في سن الثامنة من عمره حيث انضم لأكاديمية كايزرسلاوترن للشباب وظهر للمرة الأولى بقميص الفريق الأساسي للنادي وهو في سن السابعة عشر فقط وظل مرتديا قميص كايزرسلاوترن حتى اختتم مشواره الكروي بين جنبات النادي سنة 1959.
وانضم فالتر لمنتخب بلاده تحت قيادة المدير الفني سيب هيربرغر سنة 1940 حيث نجح في تسجيل ثلاثية في أولى مبارياته أمام رومانيا. وبحلول سنة 1942 انضم فالتر للقوات المسلحة؛ ومع نهاية الحرب العالمية الثانية كان فريتز قد وقع أسيرا وهو في الرابع والعشرين من عمره حيث تم احتجازه في مخيم «مارماروس-سيجيت» في رومانيا للأسرى حيث مارس كرة القدم هناك مع الحراس المجريين والسلوفاكيين. ومع وصول جيوش الاتحاد السوفيتي قامت القوات السوفيتية بإرسال كل أسرى الحرب الألمان إلى «الجولاج» (وهي الإدارة الرئيسية للمعسكرات والمستعمرات التصحيحية وهو ما يماثل مصلحة السجون في باقي الدول) في الاتحاد السوفيتي وهناك لم يتسن للأسرى الألمان العيش أكثر من خمس سنوات لما يلاقوه من تعذيب وسوء معاملة ولكن لحسن الحظ تعرف أحد الحراس المجريين على فريتز حيث شاهده أحد المرات يشارك ضمن صفوف المنتخب الوطني الألماني فأخبر القوات السوفيتية أن فريتز من النمسا وليس أسيرا ألمانيا وكان هذا السبب وحده وراء إنقاذ حياة فريتز من الموت المحقق على أيدي السوفيت. ومع عودته لألمانيا عانى فريتز من الملاريا ورغم ذلك استطاع فريتز أن يقود فريقه 1. إف سي كايزرسلاوترن بالفوز ببطولة الدوري الألماني في 1951 و1953 ومن ثم قام «سيب هيربيرغر» باستدعائه مرة أخرى لقيادة صفوف المنتخب الوطني الألماني.
فقاد فريتز منتخب ألمانيا الغربية آنذاك للفوز بلقب بطولة كأس العالم لكرة القدم 1954 والتي أقيمت في سويسرا ومن سوء الطالع جاء الفوز على حساب منتخب المجر ليزدادون حزناً مع قمع الثورة المجرية من قبل الاتحاد السوفيتي الذي قامت سلطاته بإبعاد أعضاء المنتخب المجري من البلاد، فتكفل فريتز فالتر بتمويل مباريات المنتخب المجري وتوفير الدعم الاقتصادي لهم في محاولة لرد الجميل الذي أسدته إليه المجر من قبل. وكانت آخر مباريات فريتز فالتر بكأس العالم ضد السويد ضمن كأس العالم لكرة القدم 1958 حيث تعرض لإصابة أنهت مشواره الدولي لكرة القدم مما دفعه لإعلان اعتزاله كرة القدم نهائيا سنة 1959. وقد عرضت عليه العديد من المنتخبات الوطنية الانضمام لصفوفها مقابل مبالغ طائلة من المال إلا أنه لم يفعل وذلك للعب من أجل مدينته ووطنه ومدربه «هيربيرجر».

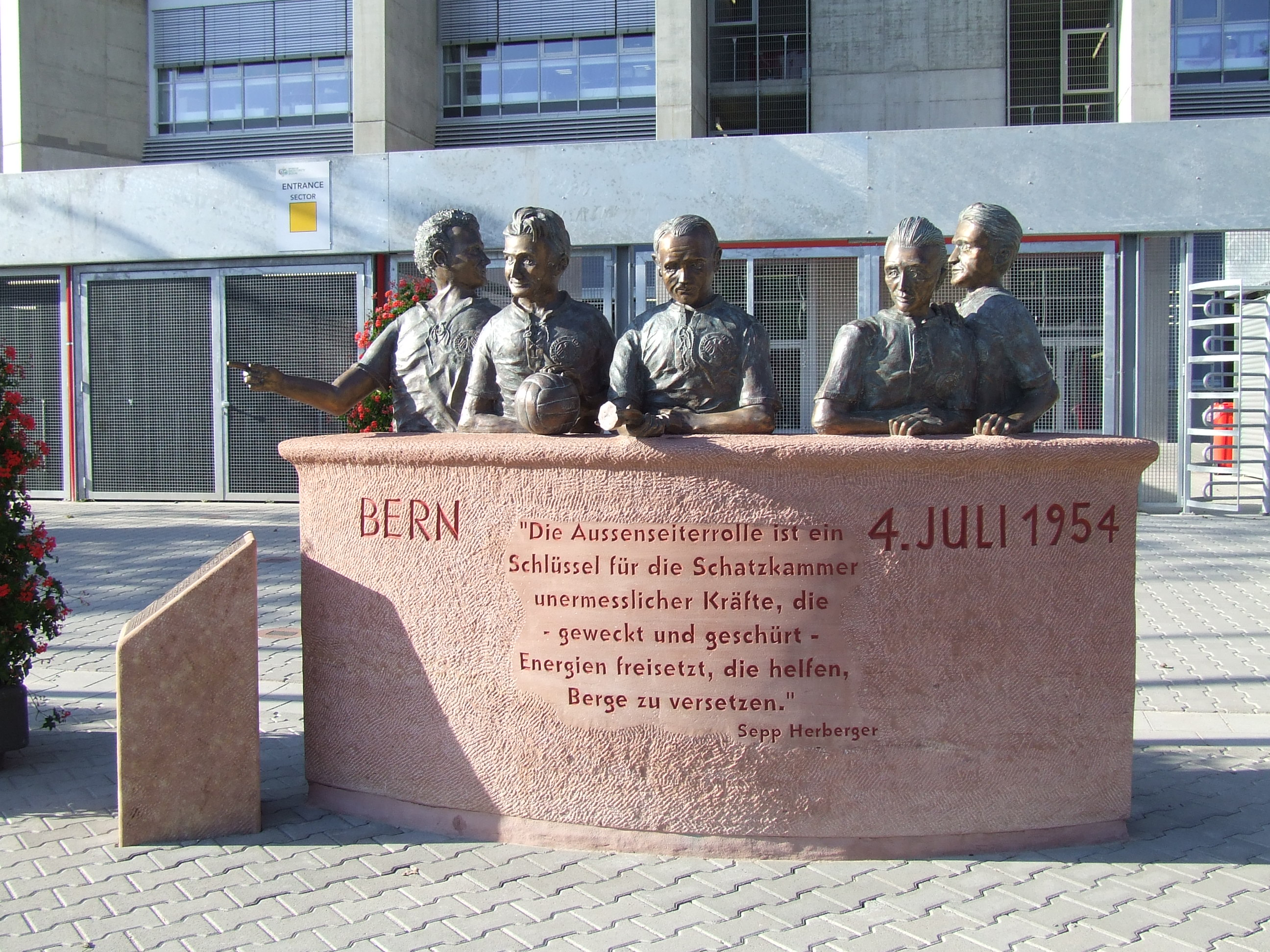
النصب التذكاري للاعبي 1. إف سي كايزرسلاوترن المشاركين في بطولة كأس العالم سنة 1954. وهم من اليسار إلى اليمين: فيرنر ليبريش، فريتز فالتر، فيرنر كوهيلماير، هورست إيكل وأوتمار فالتر.

و كان أوتمار فالتر (الشقيق الأصغر لفريتز) والذي ولد سنة 1924 قد شاركه الفوز بلقب العالم سنة 1954. ولا يزال أوتمار على قيد الحياة ويعيش هو وزوجته بمنزلهما بكايزرسلاوترن.
وأصبح من الممكن الآن زيارة منزل فريتز فالتر ببلدة إنكينباخ-ألسينبورج والتي تبعد قرابة العشرين كيلو متر عن كايزرسلاوترن.

## الأوسمة
- فريتز فالتر واحد من القادة الخمسة الشرفيين للمنتخب الألماني لكرة القدم. إلى جانب أوفه زيلر وفرانز بيكينباور ولوثار ماثيوس وبتينا ويغمان.
- أطلق اسم فريتز فالتر على الاستاد الرسمي لفريق 1. إف سي كايزرسلاوترن.
- في نوفمبر من سنة 2003 وأثناء الاحتفال باليوبيل الذهبي للاتحاد الأوروبي لكرة القدم اختار الاتحاد الألماني لكرة القدم فريتز فالتر لنيل جائزة اللاعب الذهبي في ألمانيا عن الخمسين سنة الماضية (من 1954 وحتى 2003).

## الطرائف
- في الفترة الممتدة بين بداية الثمانينيات وحتى نهاية التسعينيات من القرن الماضي؛ ظهر أحد أشهر المهاجمين نجاحا في البونديسليجا (الدوري الألماني لكرة القدم) وكان يدعى هو الآخر «فريتز فالتر» ولعب لصفوف نادي شتوتغارت. وبالرغم من إنه لا تربطه أية صلة قرابة بقائد كايزرسلاوترن والمنتخب الألماني، إلا أن الجمهور قد دأب على إطلاق اسم «فريتز فالتر الصغير» عليه.
- كانت الإيطالية «إيتاليا فالتر» زوجة فريتز فالتر على مدار خمسة عقود. وقد كان هذا مثيراً للانتباه حيث لم تكن من عادات الألمان المحافظين الزواج من أجنبيات.
- كان من المتداول في ألمانيا أن فريتز فالتر يجيد اللعب أكثر كلما سائت الأجواء. لذا أطلق مصطلح «أجواء فريتز فالتر» على أجواء اللعب المطيرة. وترجع تسمية الأجواء الممطرة بهذا الاسم نتيجة لإصابة فريتز فالتر وباقي الجنود بالملاريا أثناء الحرب العالمية الثانية مما جعلهم غير قادرين على تحمل حرارة الشمس. وكانت بطولة العالم سنة 1954 قد أقيمت في «أجواء فريتز فالتر» والتي تمكن منتخب ألمانيا الغربية من الفوز بلقبها.
- في السادس من أكتوبر من سنة 1956 سجل فالتر هدفاً تاريخياً أثناء مباراته أمام «فيسموت آوه» في مدينة «لايبزيغ» وأمام حشد مكون من 100.000 مشجع من ألمانيا الشرقية حيث لعب الكرة بكعب القدم أثناء طيرانه للأمام ليعطي الحارس إيحاء أنه سيلعب الكرة برأسه.

## وفاته

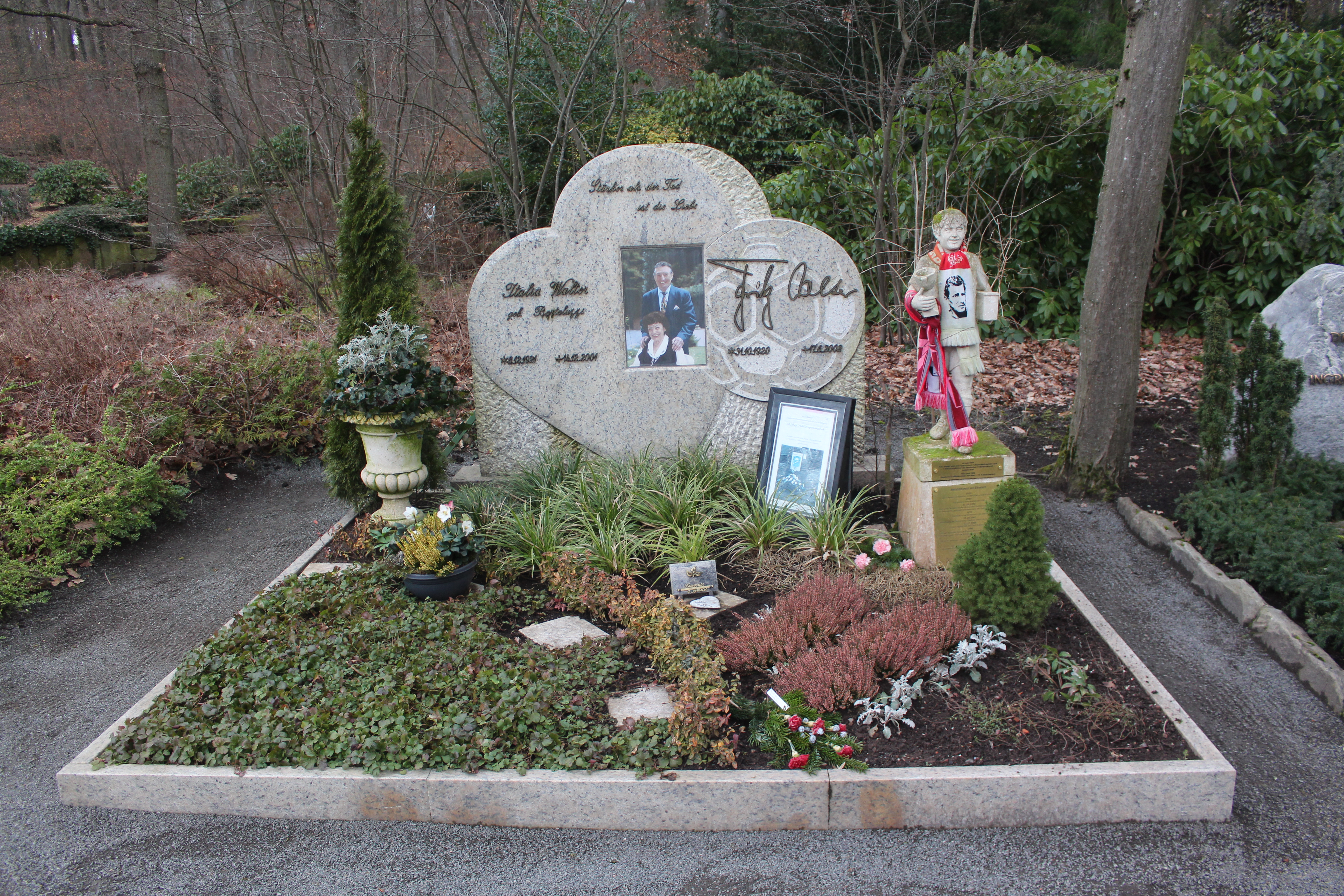
قبر فريتز فالتر في مدينة كايزرسلاوترن

توفي فريتز فالتر سنة 2002 عن عمر ناهز 81 عاماً وكان أكبر أحلامه متابعة كأس العالم لكرة القدم 2006 من مدينته الأم «كايزرسلاوترن» والتي لم يتم اختيارها لاستضافة فعّاليات كأس العالم 1974 في ألمانيا إلا أن الموت لم يمهله لمشاهدة ذلك اليوم. ولكن في الذكرى الرابعة لوفاته في السابع عشر من يونيو 2006 تقابل منتخبي الولايات المتحدة وإيطاليا في كايزرسلاوترن حيث وقف الجميع دقيقة من الصمت حداداً على ذكراه.

## وصلات خارجية
- فريتز فالتر على موقع IMDb (الإنجليزية)
- فريتز فالتر على موقع مونزينجر (الألمانية)
- فريتز فالتر على موقع ديسكوغز (الإنجليزية)
- فريتز فالتر على موقع كينوبويسك (الروسية)
- فريتز فالتر على موقع الاتحاد الدولي (مؤرشف)  (الإنجليزية)
- فريتز فالتر على موقع قاعدة بيانات كرة القدم.إي يو (الإنجليزية)
- فريتز فالتر على موقع بيانات كرة القدم. دي إي (الألمانية)
- فريتز فالتر على موقع ناشيونال فوتبول تيمز (الإنجليزية)
- فريتز فالتر على موقع عالم كرة القدم.نت (الإنجليزية)
- UEFA - Germany's Golden Player
- DFB Statistics of Fritz Walter